# بول سورينسن
بول سورينسن (23 أبريل 1954 - ) (بالدنماركية: Poul Sørensen)‏ هو لاعب كرة يد دانمركي. شارك في الألعاب الأولمبية الصيفية 1984.

## وصلات خارجية
- بول سورينسن على موقع أوليمبيديا (الإنجليزية)